# J. Eduard Tétar van Elven
J. Eduard Tétar van Elven (Amsterdam, 4 februari 1832 - Amsterdam, 2 juni 1859) was een kunstschilder en tekenaar en lid van de kunstenaarsfamilie Tétar van Elven. Hij werkte vooral als dierenschilder. Zijn vader was de bekende kerkinterieurschilder Jan Baptist Tétar van Elven. Zijn oudere broer was de kunstschilder Pierre Tétar van Elven. De kunstschilder en verzamelaar Paul Tétar van Elven was zijn oom, de halfbroer van zijn vader.

## Naam en familie
Eduard werd op 4 februari 1832 geboren in Amsterdam en werd in het geboorteregister genoteerd als Joseph Edouard, zoon van Jan Baptist van Elven (graveur) en Françoise Noël, wonende in de Kerkstraat in Amsterdam. Hij werd vernoemd naar zijn oom de textielkoopman Eloi Joseph Basquin (1799-1857), die in het geboorteregister werd vermeld als Edouard Joseph Basquin. Zijn werk signeerde hij als J. Eduard Tétar van Elven. Zijn roepnaam was Eduard. In documenten en publicaties wordt zijn naam op allerlei manieren geschreven, zoals Josef, Jozef, Jozeph en Joseph in combinatie met Eduard of Edouard.  
Zijn grootvader was de stenograaf en letterkundige Henri Louis Tétar van Elven (1781-1855), die na het overlijden van zijn eerste echtgenote Anne Françoise Felicité Tétar (1776-1810) haar naam voor zijn familienaam Van Elven plaatste. De nieuwe familienaam Tétar van Elven is nooit formeel gewijzigd, maar werd door de meeste familieleden wel gebruikt. In formele documenten is de naam echter vaak opgenomen als Van Elven. Henri hertrouwde met Dorothea Carolina de Hosson (1792-1870), uit de kunstenaarsfamilie De Hosson. Eduards vader Jan Baptist Tétar van Elven (1805-1889) werd bekend als graveur en kunstschilder, met name van kerkinterieurs, en signeerde zijn werk als J.B. Tétar van Elven. In 1827 was hij getrouwd met zijn nicht Françoise Sophie (Fanny) Noël (1795-1858). Hun beide moeders waren de zussen Anne en Sophie Gabrielle Tétar (1774-1853). Jan en Fanny kregen vijf kinderen, waarvan de twee zonen allebei kunstschilder werden. Hun oudste zoon was Pierre Tétar van Elven. Eduard was hun derde kind. Eduard had drie zussen: Sophia Henriette (Sophie, 1830-1900), Louisa Gerarda (Louise, 1834-1915) en de vroeg overleden Sophie Françoise (1839-1839). Eduards ooms waren de architect Martin Tétar van Elven, de letterkundige Cornelis Tétar van Elven en de kunstschilder Paul Tétar van Elven.  

## Studie en werk
Eduard begon zijn opleiding aan het Teeken-Instituut van de Maatschappij tot Nut van 't Algemeen in Amsterdam, waar zijn vader hoofdonderwijzer was. Het lijkt er niet op dat hij zijn studie heeft voortgezet aan de Koninklijke Akademie, zoals zijn oom Paul Tétar van Elven, zijn broer Pierre en zijn neef de architect Henri Martin Tétar van Elven (1827-1899). Zijn oom de architect Martinus Gerardus Tétar van Elven (1803-1882) was daar directeur (hoofdonderwijzer) bouwkunde.     
Na een tijd in de infanterie en de marine werkte Eduard als assistent van zijn vader bij het Teeken-Instituut, dat Jan sinds 1845 zelfstandig exploiteerde, samen met zijn collega Dirk Jurriaan Sluyter (1811-1886). Eduard was ook actief als bestuurslid van het Genootschap Rembrandt. In oktober 1856 begon hij een eigen tekenschool, eerst vanuit zijn ouderlijk huis in de Spinhuissteeg en later in de Warmoesstraat, boven de Vereeniging. In deze jaren exposeerde hij regelmatig op de Tentoonstelling van Levende Meesters. Uit zijn werk blijkt dat hij ook in het buitenland heeft gereisd. Zijn werken tonen veelal dieren, zowel huisdieren als boerderijdieren en exotische dieren die hij zag in Artis, waar hij honorair lid van was.    

## Huwelijk en overlijden
Op 15 april 1858 trouwt Eduard met Sophie Bernardine Coquenet (1835-1898), een dochter van de glasschilder Pierre Joseph Coquenet uit Nouvion en Marie Anne Sophie Lefèvre. Ze betrekken een woning aan de Haarlemmer Houttuinen. Eduard wordt partner van zijn schoonvaders zaak. In december 1858 overlijdt Eduards moeder Fanny na een lang ziekbed. 
Op 2 juni 1859 overlijdt Eduard zelf, op zevenentwintigjarige leeftijd. Twee maanden later, op 7 augustus 1859, wordt zijn dochter Françoise Jeanne Flavie Louise van Elven geboren. Zijn weduwe Sophie zal nog twee keer hertrouwen en krijgt nog twee dochters, Cornelia Sophia en Sophia Dorpema. Dochter Françoise trouwt in 1894 met de winkelier in tabak Johannes Josephus Hubertus Schuhmacher. Het echtpaar gaat in Haarlem wonen, aan de Koudenhorn. Ze krijgen geen kinderen. In 1919 overlijdt Schuhmacher in Haarlem. Françoise gaat daarna met haar zus Cornelia in het Trompettershofje wonen, waar Cornelia al snel overlijdt. In 1925 overlijdt ook Françoise, als "verpleegde oude vrouw" in het Weeshuis van de Waalse Kerk aan de Vijzelgracht in Amsterdam, waar ook weduwen en bejaarden woonden.
Eduards werk is tegenwoordig opgenomen in de collecties van het Rijksmuseum en van Museum Paul Tetar van Elven.

## Bekende werken
- Bokken en geiten in de weide.
- Ezel en hond.
- Een bok.
- Waakzaamheid.
- Een geit in haar snoeplust belet.
- Gezigt op Stolzenfels.
- Een geitenstal.
- Een schapenstal.
- Eene loerende kat.
- Een stal met bokken en geiten.
- Een boerenerf met geiten.
- Een stal met vee.
- Schapen in de weide.
- De kat met haar prooi.
- Eene kat met haar prooi.
- Een stal met geiten.
- Boer met koeien in stal (Museum Paul Tetar van Elven).
- Landschap met geiten (Museum Paul Tetar van Elven).
- Staand meisje dat een glas inschenkt (Rijksmuseum).
- Kostuum- en bewegingsstudies (Rijksmuseum).